# Центральне бюро рейху з боротьби із гомосексуальністю та абортами

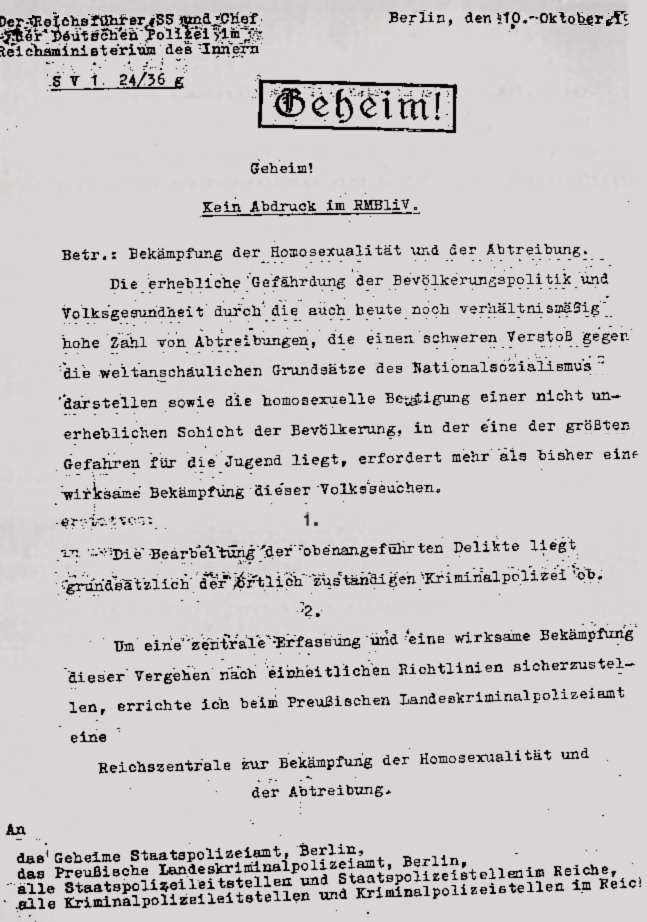
Секретний наказ Гіммлера про створення Бюро

Центральне бюро рейху з боротьби із гомосексуальністю та абортами (нім. Reichszentrale zur Bekämpfung der Homosexualität und der Abtreibung Reichszentrale zur Bekämpfung der Homosexualität und der Abtreibung) — установа нацистської Німеччини.

## Історія
Створено 10 жовтня 1936 року спеціальним наказом райхсфюрера СС Генріха Гіммлера в ході реорганізації кримінальної поліції. Наказ не був опублікований в газеті імперського міністерства внутрішніх справ (RMBliV), але був розісланий в усі поліційні ділянки. Створення Бюро ознаменувало нову хвилю переслідувань гомосексуалів в нацистській Німеччині після відносного «затишшя» в період літніх Олімпійських ігор 1936 року. Основним завданням Бюро був збір даних про гомосексуалів.
Централізована база даних гомосексуалів дозволяла Бюро координувати їх переслідування і покарання. Для цього в розпорядженні Бюро були спеціальні мобільні загони, які мали повноваження аж до розстрілу. До 1940 року Бюро мала у своєму розпорядженні дані про 41 000 гомосексуалів, як підозрюваних, так і вже засуджених.
З 1936 по 1938 рік Бюро керував функціонер СС Йозеф Майзінгер, який також був головою спеціального відділу боротьби з гомосексуальністю та абортами в гестапо, потім Бюро очолив кримінолог Еріх Якоб. У липні 1943 року Якоб став директором по кримінології та працював спільно з психіатром і неврологом Карлом-Гайнцом Роденбергом, який став науковим керівником Бюро і очолював групу з 17 співробітників. Архів Бюро, який, за деякими даними, нараховував близько 100 000 записів, по всій ймовірності, був знищений в останні дні війни.
В ході кампанії проти католицької церкви з подачі Бюро багато католицьких священників було заарештовано за необґрунтованими звинуваченнями в гомосексуальності та статевих збоченнях.